# Побачај у Јужноафричкој Републици
Абортус у Јужној Африци био је легалан само у одређеним околностима све до 1. фебруара 1997. године када је ступио на снагу Закон о слободном избору прекида трудноће, који је дозволио подношење захтева за абортус у разноврсним случајевима.

## Правни положај
У Јужној Африци, свака жена различите старосне доби, без икаквих разлога, може захтевати и извршити абортус уколико је трудноћа мања од тринаест недеља. Уколико је трудноћа између тринаесте и двадесете недеље, жена може абортирати уколико:
- је њено физичко или ментално здравље доведено у питање;
- постоји могућност да ће новорођенче имати озбиљне менталне или физичке абнормалности;
- је дете плод инцеста;
- је дете зачето силовањем;
- самостално процени да су њена економска или социјална ситуација довољан разлог за прекид трудноће.

Уколико је у питању трудноћа преко двадесет недеља, жена може абортирати само уколико је живот фетуса у опасности или постоји вероватноћа аномалије новорођенчета. 
Жени млађој од осамнаест година се препоручује да се, пре самог чина, консултује са својим родитељима, али она самостално доноси одлуку да ли ће их обавестити о томе или не. Слична је ситуација и са женама које су у браку које могу да обавесте партнера о абортусу, али и не морају то да учине. Једини изузетак представљају жене са тежим обликом менталне болести или жене које су дуже време у невесном стању, те је тада неопходна сагласност брачног партнера или законског старатеља.
Устав не наглашава експлицитно абортус, али два одељка Закона о правима помињу репродуктивна права. Одељак 12(2)(а) Устава каже:“Свако има право на телесни и психички интегритет, а који укључује и право […] да доноси одлуке о репродукцији”, док одељак 27(1)(а) Устава каже да “Свако има право да приступи […] здравственим услугама, укључујући и оне у погледу репродуктивног здравља”.  Christian Lawyers Association v Minister of Health, организација која се залаже за борбу против абортуса, оспорила је важност Закона о слободном избору престанка трудноће наводећи да се тиме крши право на живот у одељку 11 Закона о правима. Покрајински одсек Вишег суда одбацио је овај аргумент наводећи да се уставна права односе само на рођене,  али не и на фетусе. 
Генерално, само лекари могу изводити абортус. Медицинске сестре које су прошле специјалну обуку, такође могу изводити абортус, али само до дванаесте недеље трудноће. Фармаколошки индукован абортус може извршити било који лекар у својим просторијама, до седам недеља од првог дана последњег менструалног периода. Уобичајена доза је грам антипрогестрина, а потом, два дана касније, доза простагландина. 
Здравствени радници нису у обавези да спроводе или учествују у абортусу уколико то не желе, али су ипак у законској обавези да помогну уколико је неопходно спасити живот пацијента. Здравствени радник којем се жена обрати за абортус може одбити да то уради, али је у обавези да је обавести о њеним правима, као и да је упути на другог здравственог радника или установу у којој би могла извршити абортус. 
Абортус се може извршити бесплатно у одређеним болницама или клиникама, мада понекад само у случају уколико је жена упућена од стране здравственог радника.  Већина центара за абортус ће инсистирати на пружању саветовања пре и након абортуса. Иако и жена то може законски захтевати, центри за абортус нису у законској обавези да јој то и обезбеде.

## Статистика
Од легализовања захтева за абортус евидентно је опадање у погледу морталитета у односу на нелегалне абортусе, али стопа смртности која парти абортусе је и даље поприлично висока. Према статистичким подацима прикупљеним у Гаутенг провинцији – 5% смртности жена на порођају су повезане са абортусом, док се 57% њих доводи у везу са нелегалним абортусом.
Недавна студија у Совету је указала на следеће: стопа абортуса код жена старијих од 20 година је смањена са 15,2% 1999. године на 13,2% 2001. године. Стопа абортуса за жене старости између 16 и 20 година је смањена са 21% на 14,9%, док је код особа женског пола старости између 13 и 16 година смањена са 28% на 23%. 2001. године, 27% абортуса било је у другом тромесечју. 